# شهرستان شاین (کلرادو)
شهرستان شاین، کلرادو (به انگلیسی: Cheyenne County, Colorado) یک سکونتگاه مسکونی در ایالات متحده آمریکا است که در کلرادو واقع شده‌است.

## خصوصیات
شهرستان شاین ۴٬۶۱۲٫۷۹ کیلومترمربع مساحت دارد.